# Joan Gonzàlez
Joan Gonzàlez, né le 1er février 2002 à Barcelone en Espagne, est un footballeur espagnol ayant évolué au poste de milieu central.

## Biographie

### Formation
Né à Barcelone en Espagne, Joan Gonzàlez commence le football à l'UE Cornellà avant de poursuivre sa formation au FC Barcelone, qu'il rejoint en 2019.

### US Lecce
Le 19 août 2021, Joan Gonzàlez rejoint l'Italie pour s'engager en faveur de l'US Lecce. Il est dans un premier temps intégré à la Primavera.
Gonzàlez est intégré à l'équipe première au cours de l'été 2022, lors des matchs amicaux pour préparer la saison 2022-2023, alors que Lecce vient d'être promu en première division après deux saisons à l'échelon inférieur. Il joue son premier match en professionnel le 5 août 2022, lors d'une rencontre de coupe d'Italie face à l'AS Cittadella. Il entre en jeu à la place de Kristijan Bistrović et son équipe s'incline par trois buts à deux après prolongation. Gonzàlez fait sa première apparition en Serie A le 13 août 2022, lors de la première journée de la saison 2022-2023, contre l'Inter Milan. Il est titularisé et son équipe s'incline par deux buts à un. Le 11 septembre 2022, il inscrit son premier but en professionnel lors d'une rencontre de championnat face à l'AC Monza. Entré en jeu à la place de Þórir Jóhann Helgason, il marque deux minutes plus tard et permet à son équipe d'égaliser (1-1 score final),.
En juin 2025, l'US Lecce annonce que Joan González met un terme à sa carrière professionnelle en raison d'un problème cardiaque congénital détecté pendant la pré-saison.